# Världsmästerskapen i nordisk skidsport 1970
Världsmästerskapen i nordisk skidsport 1970 ägde rum i Vysoké Tatry i det dåvarande Tjeckoslovakien den 14-22 februari 1970.

## Längdåkning herrar

### 15 kilometer
17 februari 1970
| Medalj | Tävlande                       | Tid      |
| Guld   | Lars-Göran Åslund, Sverige     | 47.01.71 |
| Silver | Odd Martinsen, Norge           | 47.28.19 |
| Bronze | Fjodor Simasjov, Sovjetunionen | 47.49.00 |

### 30 kilometer
16 februari 1970
| Medalj | Tävlande                          | Tid        |
| Guld   | Vjatjeslav Vedenin, Sovjetunionen | 1.39.18.01 |
| Silver | Gerhard Grimmer, Östtyskland      | 1.40.23.38 |
| Brons  | Odd Martinsen, Norge              | 1.41.01.42 |

### 50 kilometer
20 februari 1970
| Medalj | Tävlande                          | Tid        |
| Guld   | Kalevi Oikarainen, Finland        | 2.49.31.70 |
| Silver | Vjatjeslav Vedenin, Sovjetunionen | 2.50.01.82 |
| Brons  | Gerhard Grimmer, Östtyskland      | 2.50.12.88 |

### 4 × 10 kilometer stafett
22 februari 1970
| Medalj | Lag                                                                                       | Tid        |
| ------ | ----------------------------------------------------------------------------------------- | ---------- |
| Guld   | Sovjetunionen (Vladimir Voronkov, Valerij Tarakanov, Fjodor Simasjov, Vjatjeslav Vedenin) | 2.06.36.17 |
| Silver | Östtyskland (Gerd Hessler, Axel Lesser, Gerhard Grimmer, Gert-Dietmar Klause)             | 2.06.50.39 |
| Brons  | Sverige (Ove Lestander, Jan Halvarsson, Ingvar Sandström, Lars-Göran Åslund)              | 2.06.56.80 |

## Längdåkning damer

### 5 kilometer
17 februari 1970
| Medalj | Lag                               | Tid      |
| Guld   | Galina Kulakova, Sovjetunionen    | 18.07.89 |
| Silver | Galina Piljusjenko, Sovjetunionen | 18.27.91 |
| Brons  | Nina Fjodorova, Sovjetunionen     | 18.28.51 |

### 10 kilometer
16 februari 1970
| Medalj | Lag                              | Tid      |
| Guld   | Alevtina Oljunina, Sovjetunionen | 36.19.00 |
| Silver | Marjatta Kajosmaa, Finland       | 36.40.05 |
| Brons  | Galina Kulakova, Sovjetunionen   | 37.06.04 |

### 3 × 5 kilometer stafett
22 februari 1970
| Medalj | Lag                                                                | Tid      |
| ------ | ------------------------------------------------------------------ | -------- |
| Guld   | Sovjetunionen (Nina Fjodorova, Galina Kulakova, Alevtina Oljunina) | 54.32.18 |
| Silver | Östtyskland (Gabriele Haupt, Renata Fischer, Anna Unger)           | 55.09.65 |
| Brons  | Finland (Senja Pusula, Helena Takalo, Marjatta Kajosmaa)           | 55.33.76 |

## Nordisk kombination, herrar

### Individuellt
14 februari 1970
| Medalj | Tävlande                          | Poäng |
| Guld   | Ladislav Rygl, Tjeckoslovakien    |       |
| Silver | Nikolaj Nogovitsin, Sovjetunionen |       |
| Brons  | Vjatjeslav Drjagin, Sovjetunionen |       |

## Backhoppning, herrar

### Normalbacke
14 februari 1970
| Medalj | Tävlande                      | Poäng |
| Guld   | Garij Napalkov, Sovjetunionen |       |
| Silver | Yukio Kasaya, Japan           |       |
| Brons  | Lars Grini, Norge             |       |

### Stora backen
14 februari 1970
| Medalj | Tävlande                          | Poäng |
| Guld   | Garij Napalkov, Sovjetunionen     |       |
| Silver | Jiří Raška, Tjeckoslovakien       |       |
| Brons  | Stanisław Gąsienica Daniel, Polen |       |

## Medaljligan
| Pl. | Nation          | Guld | Silver | Brons | Totalt |
| --- | --------------- | ---- | ------ | ----- | ------ |
| 1   | Sovjetunionen   | 7    | 3      | 4     | 14     |
| 2   | Östtyskland     | 0    | 3      | 1     | 4      |
| 3   | Finland         | 1    | 1      | 1     | 3      |
| 4   | Norge           | 0    | 1      | 2     | 3      |
| 5   | Tjeckoslovakien | 1    | 1      | 0     | 2      |
| 6   | Sverige         | 1    | 0      | 1     | 2      |
| 7   | Japan           | 0    | 1      | 0     | 1      |
| 8   | Polen           | 0    | 0      | 1     | 1      |